# Nok hualon
Nok hualon là một loài chim trong họ Pycnonotidae.

## Tham khảo

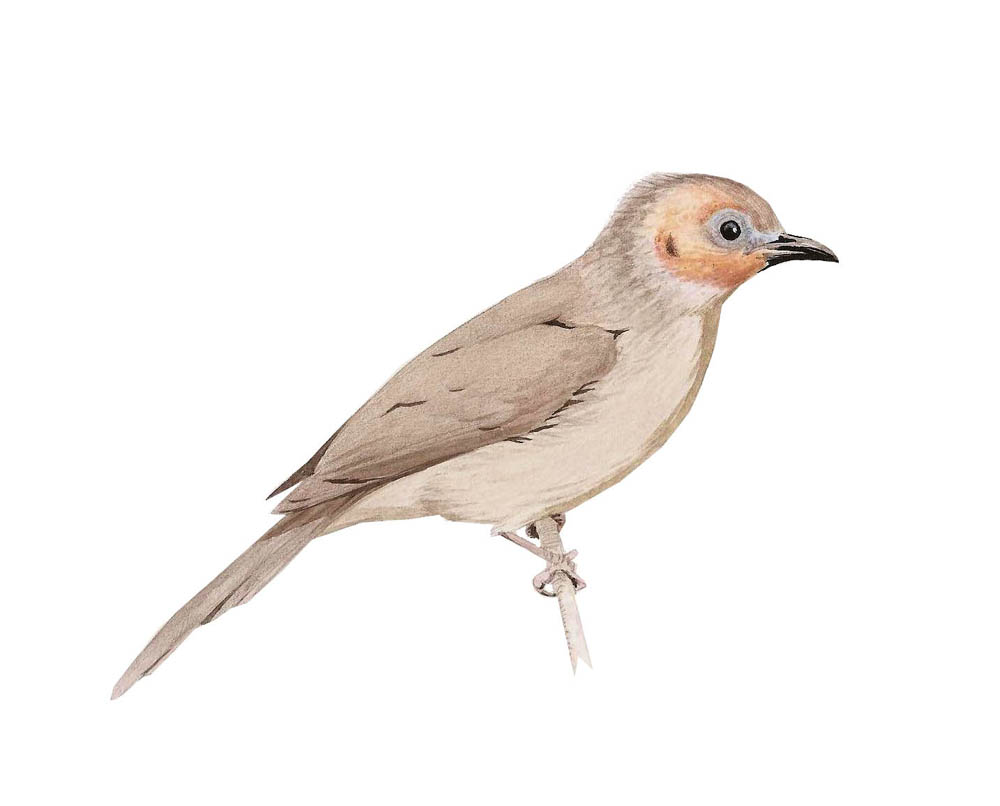
A sketch